# Нотр-Дам-де-ла-Шапель
Нотр-Дам-де-ла-Шапель (фр. Notre-Dame-de-la-Chapelle; нидерл. Onze-Lieve-Vrouw-ter-Kapellekerk) — римско-католическая церковь, расположенная в районе Брюсселя Мароллы.
Документ от 1134 года уже упоминает часовню в этом месте. Затем герцог Готфрид Бородатый (1095—1139) построил часовню между первым и вторым кольцом городской стены перед воротами в бывшем квартале ткачей. Позднее он передал часовню бенедиктинскому аббатству Гроба Господня в Камбре при тогдашнем аббате Парвинусе, который основал в ней приорат. Привилегии общины были расширены герцогом Генрихом I из Брабанта в 1195 году.
Церковь имеет бурную историю последовательных этапов частичного разрушения, пожаров, грабежей, бомбардировок и реконструкции, изменений и реставрации, что делает её вехой в переходе от романского к готическому стилю.
Преобразование часовни в церковь началось в 1210 году. У городских стен Брюсселя появилось поселение, а увеличенная часовня стала церковью второго прихода Брюсселя. Работа была завершена в XIII веке. Хор и трансепт были построены в смешанном романско-готическом стиле между 1250 и 1275 годами, в отличие от продольного прохода, чьё нынешнее состояние строительства является пламенеющей готикой XVI века после того, как церковь, подобно поселению, стала жертвой пожара в 1475 году.
Церковь была разграблена в 1574 году кальвинистами, которые разрушили объект. В 1695 году она была повреждена французами во время осады Брюсселя. Церковь была восстановлена с 1699 по 1708 год, а старая башня была заменена брюссельским архитектором Антоном Пастораной на современную барочную колокольню.
В церкви похоронены такие выдающиеся люди, как художник Питер Брейгель Старший со своей женой Майкен Кук, военные деятели Спинола, де Крой и другие.